# Omphalotropis cheynei
Omphalotropis cheynei is een slakkensoort uit de familie van de Assimineidae. De wetenschappelijke naam van de soort is voor het eerst geldig gepubliceerd in 1862 door Dohrn & Semper.